# Clérey-la-Côte
Clérey-la-Côte è un comune francese di 37 abitanti situato nel dipartimento dei Vosgi nella regione del Grand Est.

## Società

### Evoluzione demografica
Abitanti censiti